# Squalus nasutus
Squalus nasutus es un escualiforme de la familia Squalidae, que habita en la plataforma continental de las costas noroeste y suroeste de Australia Occidental, a profundidades de entre 300 y 510 m. Su longitud es de al menos 55 cm.
Esta especie es un tiburón poco común, pequeño y esbelto con cabeza estrecha y hocico largo y estrecho. Tiene un bigote en las solapas nasales anteriores. La aleta pectoral tiene un margen posterior superficialmente cóncavo. La primera aleta dorsal es relativamente alta y tiene una espina corta.
Su coloración es gris claro en la parte superior, más pálida en la inferior, sin manchas blancas. Las pálidas aletas dorsales tienen puntas y márgenes posteriores oscuros. Tiene una mancha oscura en parte del margen posterior de la aleta caudal.
Su reproducción es ovovivípara.